# Игнатовка (Смоленская область)
Игнатовка — деревня в Руднянском районе Смоленской области России. Входит в состав Смолиговского сельского поселения. Население — 54 жителя (2007 год). 
Расположена в западной части области в 18 км к юго-востоку от Рудни, в 9 км севернее автодороги М1 «Беларусь», на берегу реки Березина. В 10 км юго-восточнее деревни расположена железнодорожная станция О.п. 471-й км на линии Москва — Минск.

## История
В годы Великой Отечественной войны деревня была оккупирована гитлеровскими войсками в июле 1941 года, освобождена в октябре 1943 года.